# Klaus Munro
Klaus Munro (ook bekend als Nick Munro) (Hamburg, 28 juni 1927 - Hamburg, 7 februari 2013) was een Duitse musicus, componist en scenarioschrijver. Hij is vooral bekend van zijn werk voor Vicky Leandros en Demis Roussos.

## Carrière
Munro studeerde aan de Hamburgse Hochschule für Musik und Theater, waar hij zich bekwaamde in het componeren en dirigeren en in het pianospelen.
Verder volgde Munro een opleiding tot toneelacteur. De ervaring die hij hier opdeed combineerde hij met zijn muzikale achtergrond. Zo componeerde en arrangeerde hij vanaf de jaren 50 verschillende stukken muziek voor Duitse theatervoorstellingen. Tevens was hij actief als zanger, regisseur en liedjes- en scenarioschrijver.
Vanaf begin jaren 60 schreef hij veel hits voor Duitstalige artiesten, voornamelijk in het schlager-repertoire. De meeste liedjes schreef hij met de Duitse componist en tekstschrijver Ralf Arnie (onder meer de componist van Tulpen uit Amsterdam) en Mario Panas, het pseudoniem van de Duits-Griekse muzikant Leo Leandros. Voor diens dochter Vicky Leandros schreven hij en Munro in 1972 het Eurovisiesongfestival-liedje Après Toi (met Franse tekst van Yves Dessca), waarmee Vicky uitkwam voor Luxemburg. Munro componeerde niet alleen de muziek, ook dirigeerde hij het orkest tijdens Vicky's optreden.
Après Toi won het Songfestival in Edinburgh en werd een grote hit in heel Europa. Het bereikte onder meer nummer 1 in Nederland. Door dit succes schreven Munro en Panas nog vele andere liedjes voor Vicky, waarvan verschillende een hitnotering opleverden.
Ook voor Demis Roussos schreef het duo verschillende hits, zoals de Nederlandse nummer 1-hit Schönes Mädchen aus Arcadia en de top 3-hit Goodbye My Love, Goodbye in 1973.
Veel van Munro's Duitstalige composities zijn in het Nederlands vertaald. Voorbeelde hiervan zijn Kiddy Kiddy Kiss Me van Highway uit 1982 (oorspronkelijk uit 1962), Mooi was die tijd van Corry Konings uit 1990 en Of Ik Je Terug Zal Zien van Benny Neyman in 1993. Begin jaren 70 had Munro al een aantal liedjes speciaal voor Nederlandse artiesten als Wilma en Corry & de Rekels geschreven voor de Duitstalige markt.
Nadat de samenwerking met Vicky Leandros en Demis Roussos was beëindigd, richtte Klaus Munro zich op de Britse zanger Roger Whittaker. Voor hem componeerde en produceerde hij een groot aantal albums en singles die redelijk succesvol waren in de Duitstalige landen.
Klaus Munro overleed op 7 februari 2013 op 85-jarige leeftijd in Hamburg.